# Lajen
Lajen (wł. Laion) – miejscowość i gmina we Włoszech, w regionie Trydent-Górna Adyga, w prowincji Bolzano.
Liczba mieszkańców gminy wynosiła 2586 (dane z roku 2009). Język niemiecki jest językiem ojczystym dla 90,82%, włoski dla 5,34%, a ladyński dla 3,84% mieszkańców (2001).